# Polytrichadelphus organensis
Polytrichadelphus organensis är en bladmossart som beskrevs av Theodor Carl Karl Julius Herzog 1925. Polytrichadelphus organensis ingår i släktet Polytrichadelphus och familjen Polytrichaceae. Inga underarter finns listade i Catalogue of Life.